# ژوووتشکی
ژوووتشکی (به لهستانی:  Żołoćki) یک روستا در لهستان است که در گمینا بوتشکی واقع شده‌است.